# Invisible Light
Invisible Light è un singolo del gruppo musicale dance pop statunitense Scissor Sisters, pubblicato il 13 dicembre 2010 dall'etichetta discografica Polydor.
Il brano è stato scritto da Jason Sellards, Scott Hoffman e Ana Lynch e prodotto da Stuart Price insieme agli Scissor Sisters, ed è stato estratto come terzo ed ultimo singolo dal terzo album del gruppo, Night Work.
Per la promozione del brano è stato prodotto anche un video musicale.

## Tracce
1. Invisible Light – 6:14